# Åland24
Åland24 ist ein privater regionaler Fernsehsender in der autonomen Region Åland. Das Programm ist, wie der Name suggeriert, rund um die Uhr zu empfangen. Es gibt jedoch zurzeit noch ländliche Regionen, in denen das Programm nur an sechs Tagen für jeweils 30 Minuten empfangen werden kann. Größter Anteilseigner an dem als Aktiengesellschaft organisierten Betrieb ist die regionale, schwedischsprachige Tageszeitung Nya Åland (Neues Åland). Die Firma entstand 2009 durch Zukauf des Technologie-Anbieter P24 Media.
Die Finanzierung kommt größtenteils durch Werbeeinnahmen zustande. Das Kundenzentrum und die Redaktion befindet sich im Norden Mariehamns nahe dem Flughafen. Die Leitung hat  Stefan Rumander.
Åland24 beschäftigte 2010 fünf Vollzeit-Mitarbeiter auf freiberuflicher Basis. Die Nähe zu Nya Åland gibt Åland24 den Zugang zu den täglichen Nachrichten und den Kontakt zu den Mitarbeitern, die aktuelle Berichte bearbeiten und diese Informationen auch für Åland24 zur Verfügung stellen. Daraus entstehen wöchentlichen Kurzberichte.

## Technik
Åland24 ist analog und über Kabel zu empfangen. Decoder der DOCSIS-Spezifikation 128-QAM führen den Sender auf dem 194-MHz-Band.

## Programm
Die Sendungen beinhalten tägliche Nachrichtensendungen, wöchentlich Sportsendungen und Diskussionsrunden.